# Белчерс (Гонконг)
Бе́лчерс (англ. The Belcher's, Belcher's Towers, кит. 寶翠園) — гонконгский высотный жилой комплекс, расположенный в округе Сентрал-энд-Вестерн, в районе Сэктхончёй. Состоит из шести башен (2,2 тыс. квартир), включая построенные в 2001 году 61-этажные башни Белчерс 5 и Белчерс 6 (по 227 м каждая), построенные в 2000 году 63-этажные башни Белчерс 1 и Белчерс 2 (по 221 м каждая) и построенные в 2000 — 2001 году 61-этажные башни Белчерс 3 и Белчерс 8 (по 214 м каждая). Кроме того, в состав комплекса входят торговый центр The Westwood, паркинг и бассейн. Комплекс, как и соседний залив, назван в честь британского адмирала и исследователя Эдварда Белчера. Китайское название комплекса означает «Драгоценный нефритовый сад». Построен в стиле постмодернизма. Рядом находятся сад Хилл-Роуд и станция метро Гонконгский университет. Девелоперами комплекса Белчерс являются компании Shun Tak Holdings, Sun Hung Kai Properties и New World Development.

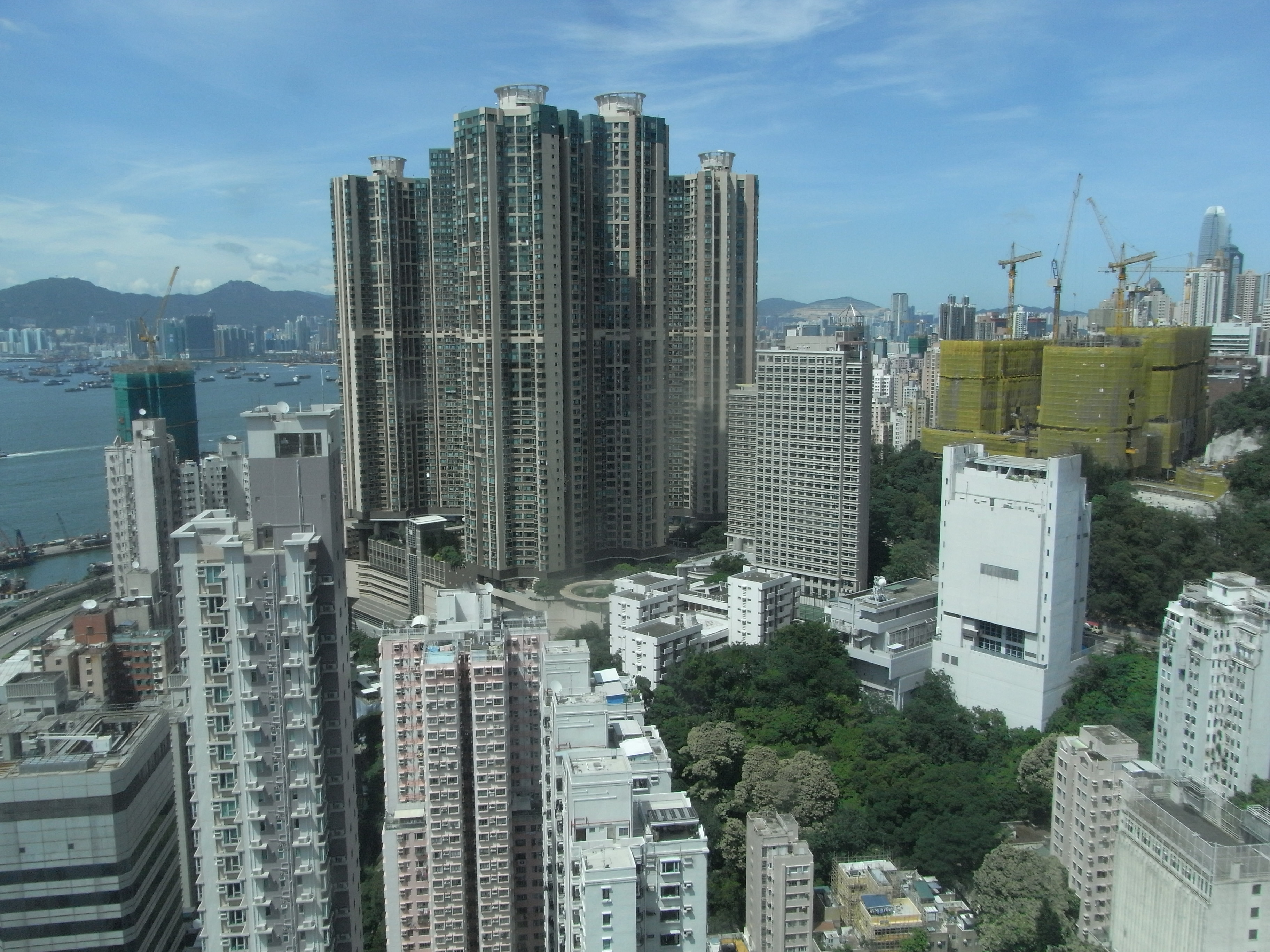
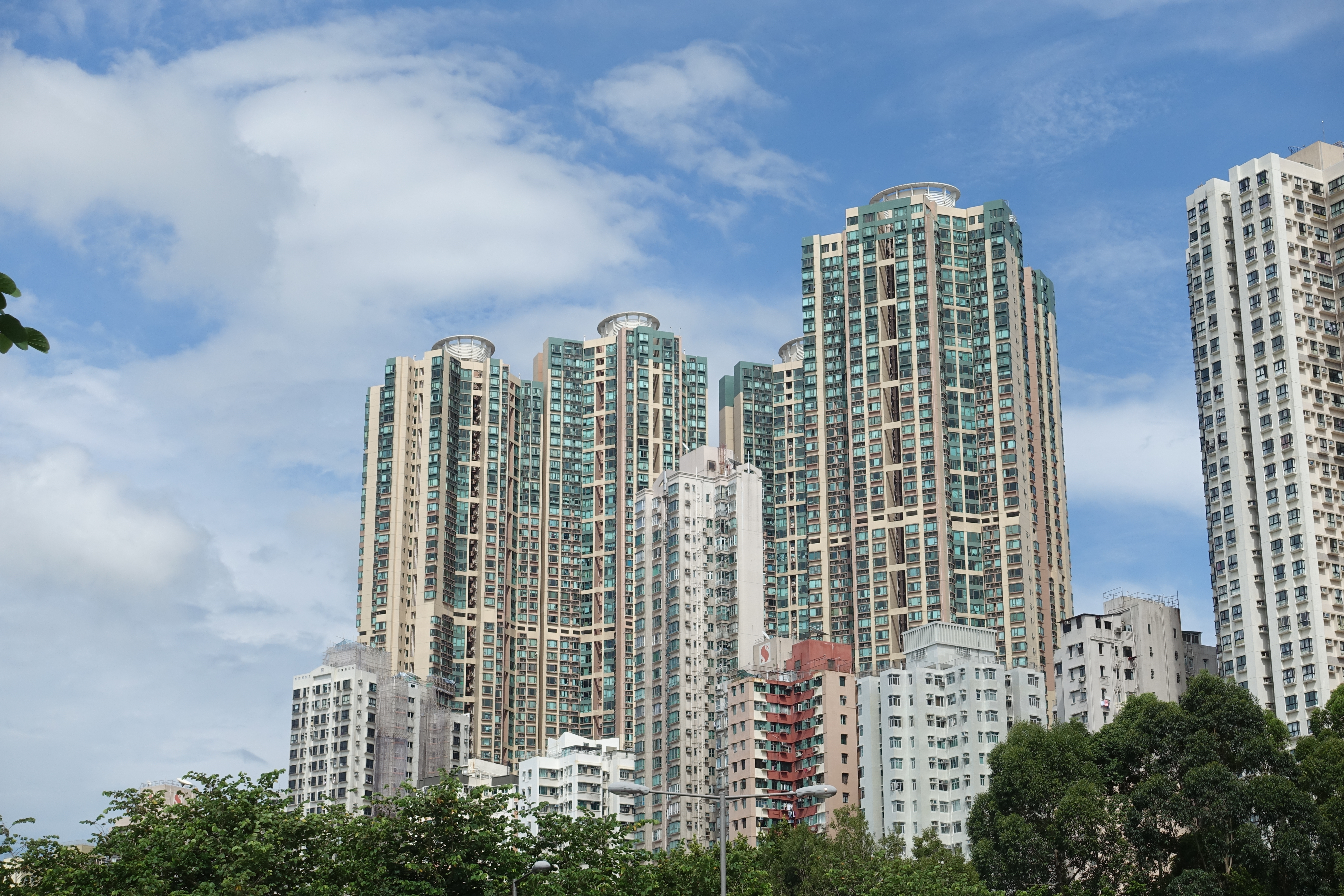
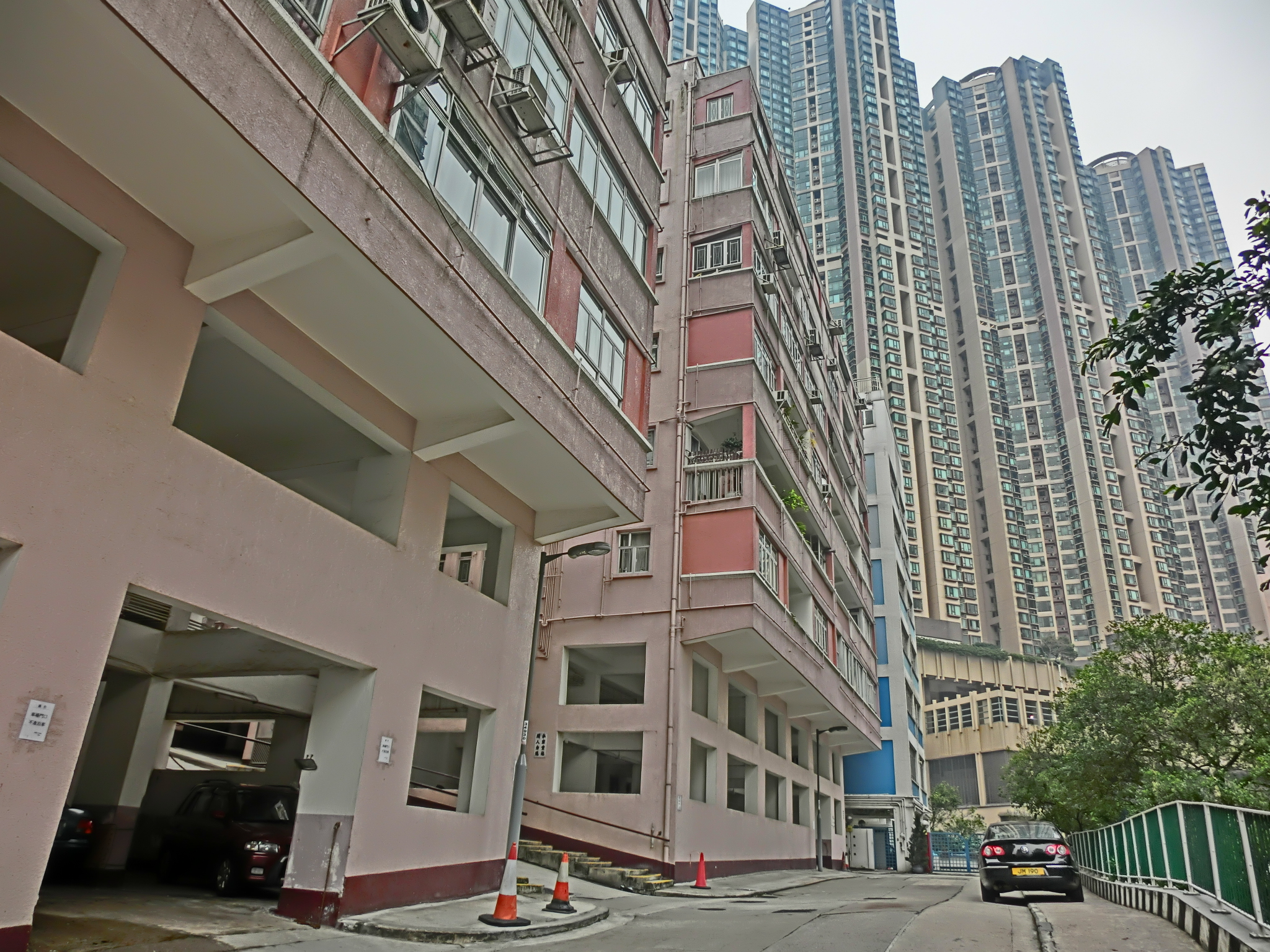
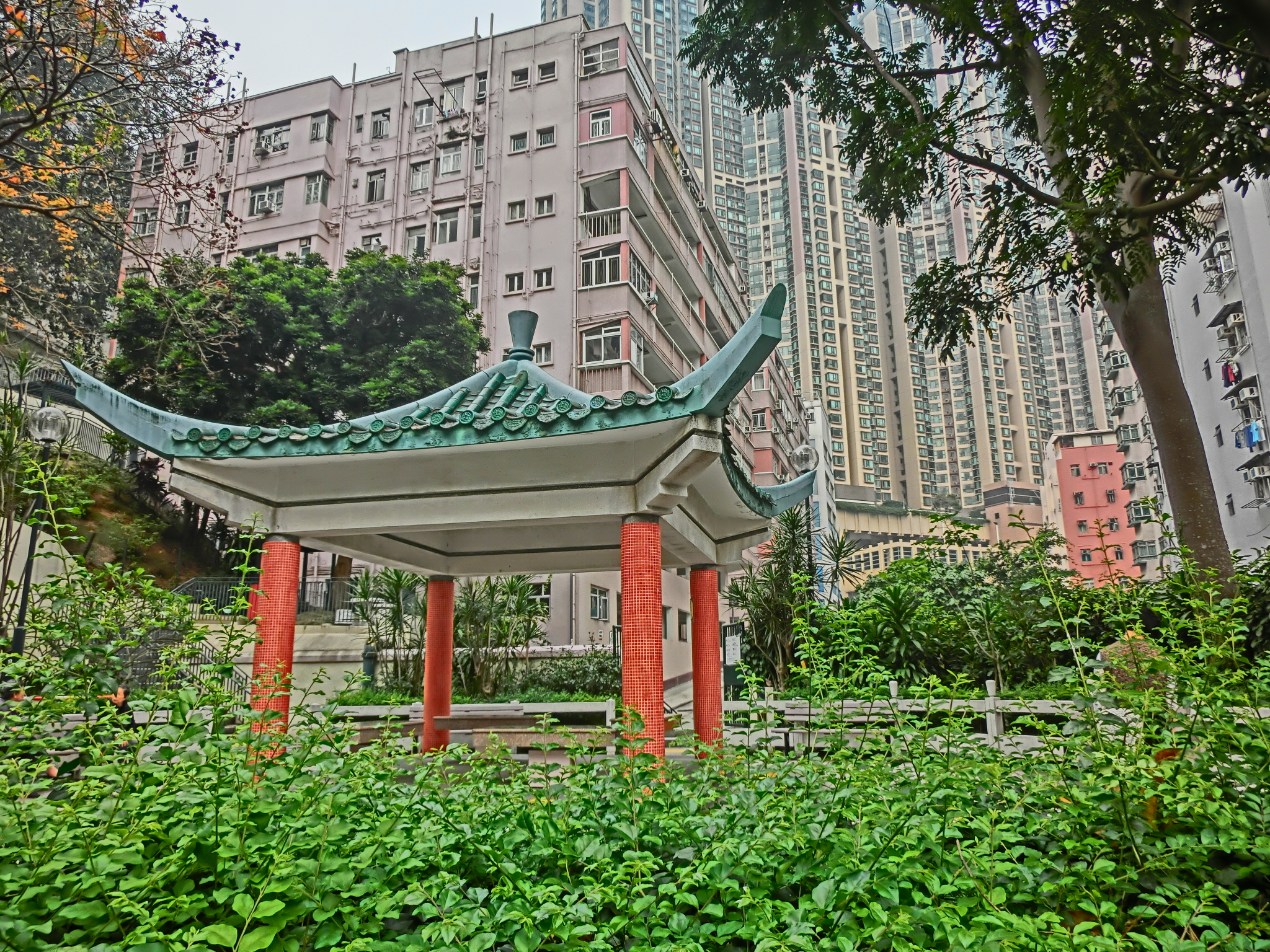